# Tanja Meyer (Politikerin)
Tanja Meyer (* 4. November 1973 in Neuss) ist eine deutsche Politikerin (Bündnis 90/Die Grünen). Seit 2022 ist sie Abgeordnete des Niedersächsischen Landtags und seit 2024 deren Vizepräsidentin.

## Leben
Meyer wuchs in Dormagen auf und legte 1993 das Abitur am dortigen Bettina-von-Arnim-Gymnasium ab. Anschließend absolvierte sie ein einjähriges soziales Praktikum an der Sehbehindertenschule in Köln. Daraufhin studierte sie Agrarwissenschaften mit dem Schwerpunkt Tierwissenschaften. 2006 schloss sie ihre Promotion ab. Es folgten berufliche Stationen als wissenschaftliche Mitarbeiterin am Leibniz Informationszentrum Lebenswissenschaften als Fachreferentin und Dezernatsleiterin, im Gleichstellungsbüro der Hochschule Koblenz und als Bildungsberaterin an der Alanus Hochschule für Kunst und Gesellschaft in Alfter. Von 2017 bis zu ihrem Einzug in den Landtag 2022 war sie Gleichstellungsbeauftragte und Leiterin der Zentralen Einrichtung Gleichstellung & Diversität an der Universität Vechta.
Meyer ist verheiratet, hat zwei Töchter und lebt in Lohne.

## Politik
Meyer ist seit 2020 Mitglied von Bündnis 90/Die Grünen. Seit den Kommunalwahlen in Niedersachsen 2021 ist sie Mitglied des Kreistags des Landkreises Vechta und Vorsitzende der dortigen Fraktion der Grünen. Bei der Bundestagswahl 2021 kandidierte sie im Bundestagswahlkreis Cloppenburg – Vechta und auf Platz 20 der Landesliste der Grünen, verfehlte jedoch den Einzug in den Bundestag.
Bei der Landtagswahl in Niedersachsen 2022 kandidierte Meyer im Landtagswahlkreis Vechta und auf Platz 18 der Landesliste der Grünen. Sie zog über die Landesliste in den Niedersächsischen Landtag ein. Meyer wurde 2024 zur Nachfolgerin von Meta Janssen-Kucz als Vizepräsidentin des Landtags gewählt.